# Klubi i Futbollit Turbina Cërrik
El Klubi Futbol Turbina Cërrik es un Club de Fútbol Albanés de la Ciudad de Cërrik.  Juega en la Kategoria e Dytë, tercera división del fútbol de Albania.